# Matheurística
Uma mateurística (termo em inglês: matheuristic) é um algoritmo de otimização que surge pela integração de meta-heurísticas e programação matemática (PM). Uma característica essencial é a exploração em partes dos algoritmos de recursos provenientes a partir do modelo matemático dos problemas de interesse. Portanto, a definição de "heurísticas baseadas em modelo" que surge no título de alguns eventos do ciclo de conferências é dedicado às mateurísticas mateurísticas página web.
O tema vem atraindo o interesse de uma comunidade de pesquisadores, o que levou à publicação de volumes e edição especial de revistas, além de dedicado postêrs e sessões no âmbito de conferências de alcance mais amplo.
Obviamente, o uso de PM para resolver problemas de otimização, embora de uma forma heurística, é muito mais antiga e muito mais generalizada do que mateurísticas. No entanto, este não é o caso para meta-heurísticas. Até mesmo a ideia de propor métodos PM especificamente para a heurística de solução inovadora traços, quando os  métodos exatos que se transformam em heurística quando um número suficiente de recursos computacionais não estão disponíveis.
Algumas abordagens usando PM combinadas com meta-heurísticas começaram a aparecer regularmente no literatura mateurística. Esta combinação pode ir de duas maneiras, tanto na PM utilizada para melhorar meta-heurísticas como em meta-heurísticas  usadas para melhorar as técnicas PM conhecidas. Embora a primeira destas duas direções seja a  mais estudada.

## Publicações selecionadas
- M. Caserta, S. Voß: matemática-algoritmo heurístico para o problema de seqüenciamento de DNA. Lecture Notes in Computer Science 6073 porta (2010), 25 - 36